# Antonio Attolini Murra
Antonio Attolini Murra (Torreón, Coahuila; 11 de junio de 1990) es un licenciado y político mexicano, miembro del Movimiento Regeneración Nacional, es conocido por ser parte del movimiento Yo Soy 132 en las elecciones presidenciales de 2012 y vocero de la campaña de Andrés Manuel López Obrador en las elecciones federales de 2018. Desde el 1 de enero de 2024 es diputado local de representación proporcional en el Congreso de Coahuila.

## Biografía
Antonio Attolini Murra nació en la ciudad de Torreón, Coahuila en el año 1990. El mayor de dos hermanos, es nieto de Alberto Murra Marcos y de Antonio Attolini Lack.

## Trayectoria académica
A los 18 años ganó una beca para estudiar en el Instituto Tecnológico Autónomo de México (ITAM), por lo que se mudó a la Ciudad de México para estudiar la licenciatura de Ciencia Política y también la de Relaciones Internacionales. Sus especialidades son en filosofía pública y en el Sistema de Naciones Unidas. En 2011, mientras estudiaba, fue electo Secretario del Modelo de Naciones Unidas del ITAM.

## Trayectoria política
Su fama pública llegó con la irrupción del movimiento #YoSoy132 en mayo de 2012 donde participó como vocero de la asamblea local del ITAM, siendo uno de los voceros más mediáticos a nivel nacional. 
En octubre de ese mismo año, Attolini Murra aceptó participar como panelista en el programa de Televisa un programa de televisión en Foro TV llamado «Sin Filtro» por lo que fue duramente criticado. Su defensa versó en que la democratización de los medios de comunicación (principal demanda del movimiento #YoSoy132) obligaba a tomar cualquier espacio que se abriera en aras de dar voz a más puntos de vista distintos a los tradicionales. 
Desde 2013 y hasta 2019 fue asesor parlamentario en el Senado de la República con los senadores Zoé Robledo (2013-2018) y de Bertha Caraveo (2018-2019), primero como asesor de la comisión de Asuntos Editoriales y Bibliotecas y después en la comisión de Asuntos Fronterizos y Migratorios.
Durante los años de 2016 a 2018 participó en la programación de Grupo Radio Fórmula como productor y talento de «La 1» en un programa  llamado «Econochairos» junto con Ricardo Moreno. En el programa se discutía sobre temas de actualidad relacionados con política y economía a donde asistían varias personalidades para ser entrevistados, tales como Delfina Gómez y José Antonio Meade.
Durante la campaña presidencial de Andrés Manuel López Obrador fungió como vocero juvenil, debatiendo cada semana en distintos programas de televisión.
En 2019, fue nombrado por el actual director del  Instituto Mexicano del Seguro Social, Zoé Robledo, como Coordinador Técnico de Vinculación Internacional (puesto con rango de director general Adjunto en la Administración Pública Federal) con el encargo de alinear al Instituto con los objetivos de la Agenda 2030. En agosto de 2020 renunció para contender por la Secretaría General del Movimiento de Regeneración Nacional.
En 2020 participó en el proceso de renovación de la diligencia del partido Movimiento Regeneración Nacional (Morena) como candidato a la Secretaria General. Dicho proceso lo ganó la senadora con licencia y actual dirigente, Citlalli Hernández. 
Es conductor de El Soberano, en donde ha entrevistado a distintos políticos y candidatos desde 2019.
En febrero de 2021 manifestó su intención de contender por la diputación federal del Distrito 5 en su natal Torreón, Coahuila por el Movimiento Regeneración Nacional perdiendo ante José Antonio Gutiérrez Jardón del Partido Revolucionario Institucional.

### Diputado local plurinominal de Coahuila (2024-2027)
En 2023, luego de una resolución del Tribunal Electoral de Coahuila, le es asignada una diputación local en el Congreso de Coahuila por el principio de representación proporcional.

## Señalamientos de aviaduría
En septiembre de 2019, la revista etcétera informó que en el Senado de la República no había documentos con asesorías generadas por Antonio Attolini, a pesar de tener un sueldo de 60 mil pesos mensuales por ese concepto.
Como respuesta a una solicitud de transparencia, el Senado entregó el oficio número CAFM/LXIV/131/2019, firmado por la legisladora Bertha Alicia Caraveo Camarena, donde confirmó que no existía un solo documento generado por Antonio Attolini, ya que los documentos de las comisiones se producían “de manera conjunta entre el Secretario Técnico de la Comisión y los Asesores Parlamentarios”.
Como presidenta de la Comisión de Asuntos Fronterizos y Migratorios, senadora Bertha Alicia Caraveo afirmó que Atollini participó en la elaboración de siete dictámenes.
No obstante, la senadora Caraveo no entregó evidencias de las aportaciones de Attolini en esos dictámenes, como fichas o archivos con trabajo específico que documentaran su participación efectiva.
A la fecha, Antonio Atollini no ha explicado cómo asesoraba en esa Comisión Senatorial, ni ha exhibido documentos que presenten alguna evidencia de que sí trabajó durante el tiempo que cobró en el Senado.